# Goreljek
Goreljek je naselje u slovenskoj Općini Bohinju. Goreljek se nalazi u pokrajini Gorenjskoj i statističkoj regiji Gorenjskoj. 

## Stanovništvo
Prema popisu stanovništva iz 2002. godine naselje je imalo 0 stanovnika.